# Elizaveta Ovčinnikova
Elizaveta Sergeevna Ovčinnikova (in russo Елизавета Сергеевна Овчинникова?; Vladivostok, 9 agosto 1998) è una nuotatrice artistica russa.

## Palmarès
- Giochi europei

Baku 2015: oro nel libero combinato e nella gara a squadre.